# 사우스래너크셔

사우스래너크셔

사우스래너크셔(영어: South Lanarkshire, 스코트어: Sooth Lanrikshire, 스코틀랜드 게일어: Siorrachd Lannraig a Deas)는 스코틀랜드의 의회 구역으로 행정 중심지는 해밀턴이며 면적은 1,772km2, 인구는 314,000명(2010년 기준), 인구 밀도는 176명/km2이다. 글래스고 남동쪽에 위치하며 덤프리스 갤러웨이, 이스트에어셔, 이스트렌프루셔, 노스래너크셔, 스코티시보더스, 웨스트로디언과 접한다. 사우스래너크셔에는 데이비드 리빙스턴이 태어난 블랜타이어 (스코틀랜드)와 로버트 오웬이 공장을 운영한 뉴 라나크가 있다.